# 瓦爾特·薩斯坎德
漢斯·瓦爾特·薩斯坎德（德語：Hans Walter Süsskind，1913年5月1日—1980年3月25日）是一位捷克裔英國指揮家、鋼琴家、教師。

## 生平
薩斯坎德出生於布拉格，早年曾與蘇克學習，而後則是指揮家乔治·塞尔。做為塞尔的指揮助理，薩斯坎德在柏林、布拉格等地的劇院工作，個人的指揮初登場則是指揮《茶花女》演出。
1939年3月，德軍入侵捷克，薩斯坎德於3月13日逃離布拉格，以難民身分前往英國。1944年，展開與EMI知名製作人华尔特·李格的合作。1946年，薩斯坎德迎來第一個重要任命：蘇格蘭國家管弦樂團音樂總監，任職至1952年止。1953–55年間，他是墨爾本交響樂團的指揮。1956–65年間，則擔任多伦多交响乐团的指揮。在多倫多任職期間，薩斯坎德亦於皇家音乐学院擔任教職。1960年，薩斯坎德創設了加拿大國家青年樂團，他的門生包括米爾頓·巴恩斯、魯迪·托特等人。
1968–75年間，薩斯坎德是聖路易交響樂團的指揮，這對組合的錄音數量超過200張之多，此外他亦參與聖路易當地的大學、音樂節等音樂社群。1978年起，薩斯坎德受辛辛那提交響樂團之邀，擔任該團藝術顧問。
1980年3月25日，薩斯坎德在加州伯克利過世，享年66。

## 個人生活
薩斯坎德在戰後取得英國公民身分，雖然他此後的大部分活動都不在英國，他卻「從未想過要放棄英國國籍」。

### 家庭
薩斯坎德與大提琴家埃莉諾·凱薩琳·華倫於1943年成婚，1953年兩人離異。

## 外部連結
- 维基共享资源上的相關多媒體資源：瓦爾特·薩斯坎德
- 瓦爾特·薩斯坎德在Allmusic上的頁面
- 『巴赫清唱劇』網站的薩斯坎德介紹 （页面存档备份，存于）
- 瓦爾特·薩斯坎德的Discogs页面（英文）